# Elygea hybrida
Elygea hybrida là một loài bướm đêm trong họ Erebidae.